# Reprocamera
Een reprocamera was een belichtingstoestel om beelden (foto's en tekeningen) te belichten op lichtgevoelig materiaal (grafische film) voor gebruik in drukwerk.

## Bewerkingen
Een tekening op papier, een afbeelding op fotopapier of een opgemaakte papiermontage werd in de camera gelegd. Daarna werd ze met sterke halogeenlampen belicht gedurende een ingestelde tijd om het beeld vast te leggen op fotografisch materiaal.  Dit fotografisch materiaal was meestal grafische film, die verkrijgbaar was in standaard formaten (A5 - A4 - A3).  De belichte grafische film werd dan verder verwerkt (ontwikkelen, fixeren, reinigen, drogen) en overgezet naar een drukplaat.
Bij het belichten van zwart/witfoto's werd er gebruikgemaakt van een halftoonraster om de foto te rasteren. Bij kleurenfoto's werden er tevens kleurfilters gebruikt om deelbeelden te verkrijgen.  Ook werd er gebruikgemaakt van voorbelichting en flitsbelichting om het contrast van een (al dan niet oude) foto te verbeteren of aan te passen voor de verschillende druktechnieken of drukpersen.
De reprocamera werd vervangen door de cilinderscanner en later door de tafelscanner.  De manuele contrastverbetering in de hoge lichten en donkere partijen van een foto wordt nu verkregen door middel van aanpassingscurves (adjustment curves) in fotografische programma's zoals Adobe Photoshop.

## Teksten
Teksten konden tevens belicht worden, doch ze werden niet aangemaakt met een reprocamera.  Hiervoor gebruikte men wrijfletters of manuele tekstbelichters zoals de Diatype of de Compugraphic.